# Ermita de Nuestra Señora de Loreto (Tudela)
La Ermita de Nuestra Señora de Loreto o de Loreto de Tudela (Navarra) fue una ermita situada frente al actual Cementerio de la ciudad, en el cruce entre la actual Cuesta de Loreto y el Camino del Rape.

## Historia y cronología de construcción
Se conoce al menos desde el siglo XVI, siendo citada por primera vez en 1568. Fue reconstruida en 1726 por amenazar ruina. Finalmente fue derribada en 1808 durante la Guerra de Independencia.